# Albert Hague
Albert Hague (13 de octubre de 1920 – 12 de noviembre de 2001) fue un músico, compositor de canciones y actor de origen alemán.

## Primeros años
Su verdadero nombre era Albert Marcuse y nació en Berlín, Alemania, en el seno de una familia de origen judío. Su padre, Harry Marcuse, era psiquiatra y prodigio musical y su madre, Mimi Heller, campeona de ajedrez. Su familia consideraba que su herencia judía era una desventaja, por lo que fue educado en las creencias luteranas. 
Hague llegó a los Estados Unidos en 1939 para estudiar con una beca en la Universidad de Cincinnati. Tras graduarse en 1942, sirvió en las Fuerzas Aéreas del Ejército de los Estados Unidos durante la Segunda Guerra Mundial.

## Carrera
Hague compuso la música de obras representadas en el circuito de Broadway, como fue el caso de Plain and Fancy (1955), Redhead (1959) y The Fig Leaves Are Falling (1969, con letras de Allan Sherman). 
De entre las canciones que escribió, destacan por su fama "Young and Foolish", "Look Who's in Love" y "Did I Ever Really Live?" También compuso la música para la producción de dibujos animados El Grinch: el Cuento Animado.
Hague fue también actor, destacando por su participación en la serie televisiva Fama, en la cual encarnaba a Benjamin Shorofsky, el profesor de música. El papel tenía su origen en la película cinematográfica del mismo título. Albert Hague también hizo un pequeño papel en el film Space Jam,.

## Vida personal
Hague se casó en 1951 con Renee Orin, una cantante con la que a menudo colaboraba musicalmente y que falleció el año 2000, a los 73 años de edad, a causa de un linfoma. El matrimonio tuvo dos hijos.
Albert Hague falleció en 2001 a causa de un cáncer en un hospital de Marina del Rey (California). Tenía 81 años de edad.